# Churia sudana
Churia sudana är en fjärilsart som beskrevs av Edward P. Wiltshire 1977. Churia sudana ingår i släktet Churia och familjen trågspinnare. Inga underarter finns listade i Catalogue of Life.